# Giandomenico Spinola
Giandomenico Spinola (Gênova, 1580 - Mazara, 11 de agosto de 1646) foi um cardeal do século XVII

## Biografia
Nasceu em Gênova em 1580. De família patrícia. Segundo dos nove filhos de Giovanni Maria Spinola e Pelina Lercari, filha do Doge Giovanni Battista Lercari de Gênova. Os outros irmãos eram Giovanni Battista, Giovanni Luca, Violante, Maddalena e mais quatro filhos que morreram sem descendência, tio do cardeal Giambattista Spinola, Sr. (1681). Tio-avô do cardeal Nicola Gaetano Spinola (1715). Outros cardeais dos vários ramos da família Spinola foram Agostino Spinola (1527); Filippo Spinola (1583);; Orazio Spinola (1606); Agustín Spínola (1621); Giulio Spínola (1666); Giambattista Spínola, Jr (1695); Giorgio Spinola (1719); Giovanni Battista Spínola (1733); Girolamo Spinola (1759); e Ugo Pietro Spinola (1831).
Questore da tesouraria pontifícia em Gênova durante o pontificado do Papa Paulo V (1605-1621). Protonotário Apostólico. Foi a Roma e colocou-se sob a direção do cardeal Antonmaria Sauli, que o ajudou a ser nomeado clérigo da Câmara Apostólica em maio de 1604. Vice-legado em Viterbo, 1607. Referendário dos Tribunais da Assinatura Apostólica de Justiça e da Graça . Auditor geral de causas da Câmara Apostólica, 1610. Juiz da Cúria Romana, 1617. Administrador da Arquidiocese de Messina, 1625-1626. Abade commendatario de S. Maria di Taglieto..
Criado cardeal sacerdote no consistório de 19 de janeiro de 1626; recebeu o gorro vermelho e o título de S. Clemente, 9 de fevereiro de 1626. Protetor da República de Gênova (na prática, seu representante junto à Santa Sé), 1626-1630. Optou pelo título de S. Cecília, mantendo a denominação de cardeal de S. Clemente de 30 de abril de 1629 até 17 de agosto de 1637..
Eleito arcebispo de Acerenza e Matera em 13 de novembro de 1630. Consagrado em 15 de dezembro de 1630 por Domenico Marini, arcebispo de Gênova, auxiliado por Angelo Mascardo, bispo de Noli, por Pietro Francesco Costa, bispo de Albenga, e por Vincenzo Giovanni Spinola , bispo de Brugnato. Transferido para a sede de Luni-Sarzana em 26 de abril de 1632, mantendo o posto de arcebispo. Transferido para a sede de Mazara, Sicília, em 1º de dezembro de 1636, mantendo o posto de arcebispo. Camerlengo do Sacro Colégio dos Cardeais, de 13 de janeiro de 1642 até janeiro de 1643. Participou do conclave de 1644, que elegeu o Papa Inocêncio X..
Morreu em Mazara em 11 de agosto de 1646. Sepultado na capela de S. Gaetano na catedral de Mazara..